# スウィッツァランド郡 (インディアナ州)
スウィッツァランド郡（英: Switzerland County）は、アメリカ合衆国インディアナ州の南東部に位置する郡である。2010年国勢調査での人口は10,613人であり、2000年の9,065人から17.1％増加した。郡庁所在地はビービー町（[ˈviːviː] VEE-vee、人口1,683人）であり、同郡で人口最大の町でもある。

## 歴史
スウィッツァランド郡は1814年に設立され、郡名は初期開拓者の多くの出身国だったスイスに因んで名付けられた。

## 地理
アメリカ合衆国国勢調査局に拠れば、郡域全面積は223.44平方マイル (578.7 km2)であり、このうち陸地220.63平方マイル (571.4 km2)、水域は2.81平方マイル (7.3 km2)で水域率は1.26％である。

### 主要高規格道路
- インディアナ州道56号線
- インディアナ州道101号線
- インディアナ州道129号線
- インディアナ州道156号線
- インディアナ州道250号線

### 隣接する郡
- オハイオ郡 - 北
- ギャラティン郡 (ケンタッキー州) - 東
- キャロル郡 (ケンタッキー州) - 南
- ジェファーソン郡 - 西
- リプリー郡 - 北西

## 気候と気象
近年、郡庁所在地であるビービー市の平均気温は1月の23°F (-5 ℃) から7月の88°F (31 ℃) まで変化している。過去最低気温は1977年1月に記録された-24°F (-31 ℃) であり、過去最高気温は1999年7月に記録された106°F (41 ℃) である。月間降水量は2月の3.00インチ (76 mm) から5月の4.72インチ (120 mm) まで変化している。

## 郡政府
郡政府は憲法による政体であり、インディアナ州憲法とインディアナ州法典によって特別の権力を認められている。

### 郡政委員会
郡政委員会は郡政府の立法府であり、郡の歳出や歳入を管理している。委員は郡内の選挙区から選出され、任期は4年間である。給与、年間予算、特別支出を設定する責任がある。郡レベルで所得税や資産税、消費税、サービス税を課する限定付き権限があるが、所得税と資産税は州の承認を要する。

### 行政委員会
行政委員会は郡政府の行政府である。委員は郡全体を選挙区に選出され、任期は4年間で2年毎に半数が改選される。委員の一人、通常は最も経験のある者が議長になる。行政委員会は郡政委員会が決めた法を実行し、税金を集め、郡政府の日々の機能を管理する責任がある。

### 郡裁判所
郡は2009年1月1日に設立した巡回裁判所を維持している。一般司法裁判所であり、あらゆる事件を扱うことができる。判事は6年間任期で選出され、免許を取得した弁護士でなければならない。全ての判決に対しては、州レベルの控訴裁判所あるいは最高裁判所に控訴できる。

### 郡政府役人
上記以外に、保安官、検視官、監査官、財務官、登記官、測量士および巡回裁判所事務官が選挙で選ばれている。任期は4年間であり、郡政府の異なる部門を監督している。郡政府に選ばれる役人は支持政党を公にすることが求めら、また郡の住人でなければならない。
スウィッツァランド郡はアメリカ合衆国下院議員インディアナ州第9選挙区に属し、2012年時点では共和党議員を選出している。

## 人口動態
以下は2000年の国勢調査による人口統計データである。
| 基礎データ - 人口: 9,065人 - 世帯数: 3,435 世帯 - 家族数: 2,538 家族 - 人口密度: 16人/km2（41人/mi2） - 住居数: 4,226軒 - 住居密度: 7軒/km2（19軒/mi2） 人種別人口構成 - 白人: 98.78% - アフリカン・アメリカン: 0.23% - ネイティブ・アメリカン: 0.15% - アジア人: 0.09% - 太平洋諸島系: 0.01% - その他の人種: 0.31% - 混血: 0.43% - ヒスパニック・ラテン系: 0.86% 先祖による構成 - アメリカ人：37.2％ - ドイツ系：23.1％ - アイルランド系：11.6％ - イギリス系：8.1％ | 年齢別人口構成 - 18歳未満: 26.3% - 18-24歳: 8.5% - 25-44歳: 28.0% - 45-64歳: 24.6% - 65歳以上: 12.6% - 年齢の中央値: 37歳 - 性比（女性100人あたり男性の人口） - 総人口: 101.7 - 18歳以上: 99.2 世帯と家族（対世帯数） - 18歳未満の子供がいる: 33.0% - 結婚・同居している夫婦: 58.7% - 未婚・離婚・死別女性が世帯主: 10.2% - 非家族世帯: 26.1% - 単身世帯: 21.7% - 65歳以上の老人1人暮らし: 9.2% - 平均構成人数 - 世帯: 2.61人 - 家族: 3.03人 収入と家計 - 収入の中央値 - 世帯: 37,092米ドル - 家族: 41,395米ドル - 性別 - 男性: 30,197米ドル - 女性: 21,324米ドル - 人口1人あたり収入: 17,466米ドル - 貧困線以下 - 対人口: 13.9% - 対家族数: 10.6% - 18歳未満: 20.4% - 65歳以上: 9.8% |

## 郡区
スウィッツァランド郡は下記6つの郡区に分割されている。
- コットン
- クレイグ
- ジェファーソン
- プレザント
- ポージー
- ヨーク

## 都市と町
- パトリオット
- ビービー - 郡庁所在地

### 未編入の町
- センタースクエア
- フローレンス
- イーストエンタープライズ